# Блэк Фрэнсис
Блэк Фрэнсис (англ. Black Francis), наст. имя Чарльз Майкл Киттридж Томпсон IV (англ. Charles Michael Kittridge Thompson IV; род. 6 апреля 1965, Бостон, Массачусетс, США) — американский певец, автор песен и гитарист, фронтмен влиятельной альтернативной группы Pixies, с которой он выступал под сценическим именем Блэк Фрэнсис. После распада группы в 1993 году начал сольную карьеру под именем Фрэнк Блэк. После выпуска двух альбомов на 4AD он покинул лейбл и сформировал группу Frank Black and the Catholics. Он преобразовал Pixies в 2004 году и продолжил выпускать сольные записи и совершил турне в качестве сольного исполнителя, и повторно в 2007 году.

## Биография
Вокальный стиль Фрэнсиса менялся от крика, воя в Pixies до более размеренного и мелодичного стиля в сольной карьере. В интервью каналу CBC Блэк рассказал о своих музыкальных преобразованиях: «„Pixies“ были довольно абстрактны в своём репертуаре, это было отчасти сюрреалистично, вид отсеивания лирики, но я инстинктивно знал, что я не буду петь о моих тяжёлых временах или любых других, поскольку это не правда. Теперь у меня хорошая жизнь, со взлётами и падениями, как у всех, и что она похожа на Леонарда Коэна». Его загадочные песни по большей части исследуют нетрадиционные темы, такие как сюрреализм, инцест и библейское насилие, наряду с научной фантастикой и поиском культуры. Его использование нетипичных размеров такта, тихо-громкие динамики и различные предпочтения в записях треков в качестве сольного исполнителя дало ему использование особого стиля в течение альтернативного рока.
Песни Фрэнсиса, созданные в период его деятельности в качестве фронтмена Pixies, (например, «Where Is My Mind?» и «Debaser») получили признание современников, включая отсылки к ним Тома Йорка из Radiohead и Курта Кобейна из Nirvana. Кобейн как-то сказал, что «Smells Like Teen Spirit» была его попыткой «подражания „Pixies“».
Четкую динамику сольного творчества Чарльза Томпсона проследить нельзя. Песни пишет в одно время, издает в другое, иногда с разными музыкантами. Начиная с 1993 года на концертах остается верен себе — играет классический, иногда жёсткий рок, а вот разнообразие и шедевры появляются только при студийной работе.

## Дискография

### Студийные альбомы
- Frank Black (1993)
- Teenager of the Year (1994)
- The Cult of Ray (1996)
- Frank Black and the Catholics (1998)
- Pistolero (1999)
- Sunday Sunny Mill Valley Groove Day (2000, not released)
- Oddballs (2000, re-released in 2013)
- Dog in the Sand (2001)
- Black Letter Days (2002)
- Devil's Workshop (2002)
- Show Me Your Tears (2003)
- Frank Black Francis (2004)
- Honeycomb (2005)
- Fast Man Raider Man[13] (2006)
- Christmass (2006)
- Bluefinger (2007)
- Svn Fngrs (EP) (2008)
- The Golem (2010)
- NonStopErotik (2010)
- Abbabubba (2011)
- Paley & Francis (2011)